# Marian Harasimiuk
Marian Harasimiuk (ur. 30 lipca 1941 w Lublinie) – polski geograf i wykładowca akademicki, profesor nauk przyrodniczych, w latach 1999–2005 rektor Uniwersytetu Marii Curie-Skłodowskiej w Lublinie.

## Życiorys
Absolwent II Liceum Ogólnokształcącego im. Hetmana Jana Zamoyskiego w Lublinie. W 1964 ukończył geografię na Wydziale Biologii i Nauk o Ziemi UMCS. Na tej samej uczelni uzyskiwał kolejne stopnie naukowe – w 1973 doktora, a w 1981 doktora habilitowanego. W 1990 otrzymał tytuł profesora nauk przyrodniczych. W pracy naukowej specjalizował się w zagadnieniach z zakresu geografii fizycznej, geologii czwartorzędu, geomorfologii, a także ochrony środowiska.
Od 1962 zawodowo związany z Uniwersytetem Marii Curie-Skłodowskiej, początkowo jako technik, następnie od czasu ukończenia studiów jako pracownik naukowy. Doszedł do stanowiska profesora zwyczajnego. W 1991 objął stanowisko kierownika Zakładu Geologii i Ochrony Litosfery, był prodziekanem (1987–1990) i dziekanem (1990–1993) Wydziału Biologii i Nauk o Ziemi, prorektorem (1996–1999) i następnie przez dwie kadencje (1999–2005) rektorem tego uniwersytetu.
Uzyskiwał członkostwo w Polskim Towarzystwie Geograficznym, Polskim Towarzystwie Geologicznym i Stowarzyszeniu Geomorfologów Polskich. Od 2002 do 2005 kierował Konferencją Rektorów Uniwersytetów Polskich. Powoływany w skład różnych rady naukowych i eksperckich, a także na wiceprzewodniczącego Komitetu Nauk Geograficznych Polskiej Akademii Nauk.
W 2014, za wybitne zasługi w działalności na rzecz ochrony krajobrazu i środowiska, prezydent Bronisław Komorowski odznaczył go Krzyżem Kawalerskim Orderu Odrodzenia Polski.